# D'Ran (xã)
D'Ran là một xã thuộc tỉnh Lâm Đồng, Việt Nam.

## Lịch sử
Ngày 16 tháng 6 năm 2025, Ủy ban Thường vụ Quốc hội ban hành Nghị quyết số 1671/NQ-UBTVQH15 về việc sắp xếp các đơn vị hành chính cấp xã của tỉnh Khánh Hòa năm 2025 (có hiệu lực từ ngày 16 tháng 6 năm 2025). Theo đó, hợp nhất thị trấn D'Ran và xã Lạc Xuân thành xã D'Ran.

## Địa lý
Xã D'Ran có vị trí địa lý:
- Phía Bắc giáp với xã Lạc Dương
- Phía Nam giáp xã Ka Đô
- Phía Đông giáp tỉnh Khánh Hòa
- Phía Tây giáp phường Xuân Trường - Đà Lạt

Xã có diện tích 240,89 km², dân số năm 2025 là 33.517 người, mật độ dân số đạt 139 người/km².